# Essure

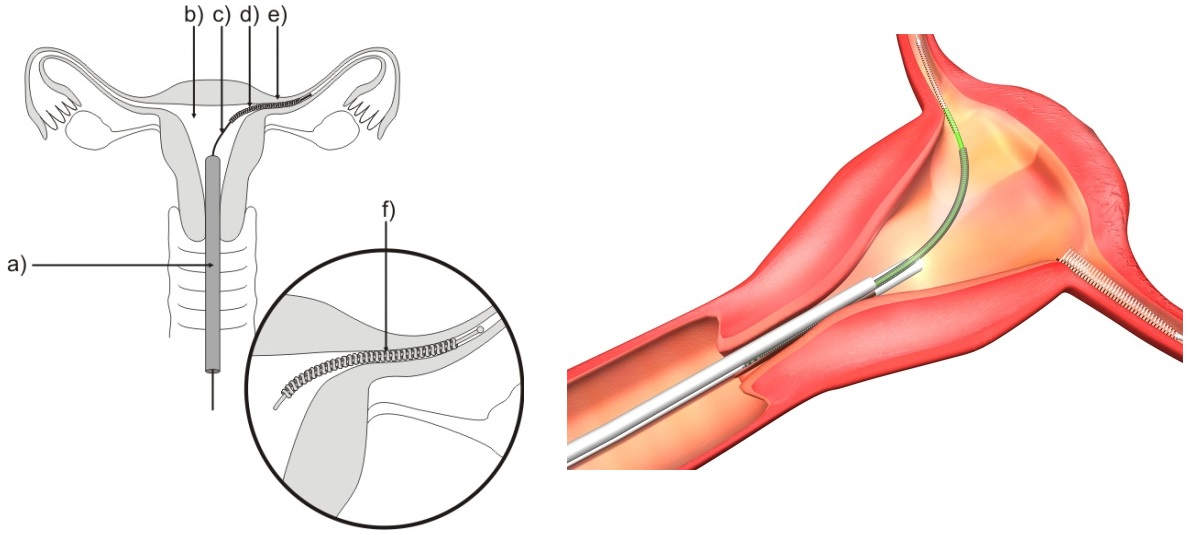
La colocación de la espiral en la trompa de Falopio

Essure, método Essure o de obstrucción tubárica fue un método anticonceptivo permanente, sin hormonas, basado en la inserción de un dispositivo intratubárico sin incisiones quirúrgicas (esterilización histeroscópica), a través de la vagina de una mujer. El dispositivo produce una inflamación localizada en la trompa de tal manera que ocluye el paso de espermatozoides y la naturaleza de la inflamación hace que el procedimiento sea irreversible. Debido a las polémicas sobre los efectos secundarios adversos, Bayer decidió detener la comercialización del producto para finales del 2018.

## Creación y comercialización
Essure fue creado por la empresa californiana Conceptus Inc. a principios de siglo XXI y fue aprobado para su comercialización en Estados Unidos en el año 2002 y en Europa en el 2003. Essure es propiedad de la empresa Bayer.

## Procedimiento
El procedimiento que permite insertar al Essure puede llevarse a cabo en hospitales o clínicas en aproximadamente 10 minutos. Essure es un dispositivo anticonceptivo permanente que no implica la utilización de hormonas, incisiones en el cuerpo, cicatrices o riesgos asociados a la anestesia general o la ligadura de trompas. Durante el procedimiento, se introducen pequeños espirales flexibles que se colocan en las trompas de Falopio de la mujer a través de la vagina y el cuello uterino. Durante los siguientes tres meses, el cuerpo forma una barrera natural alrededor de estos microinsertos que evitan que el esperma alcance los óvulos, por lo que no se producirá la concepción.
Tres meses después de la colocación del dispositivo Essure, las pacientes se someten a una prueba que confirma que los microinsertos están colocados correctamente. Hasta que la prueba quede verificada y el médico muestre los resultados, las pacientes deben utilizar otros métodos anticonceptivos.
Sin embargo, si, por el motivo que sea, se debe retirar, sí se hace necesaria una intervención quirúrgica con anestesia general, la cual puede conllevar la pérdida de las trompas de falopio o, en casos extremos, del útero.

## Precauciones
Los microinsertos no protegen contra las enfermedades de transmisión sexual (ETS). El procedimiento toma alrededor de 15 minutos y debe ser realizado por un médico capacitado en la técnica. A diferencia de los métodos de contracepción temporales, Essure no contiene ni libera ninguna clase de hormonas. 
Los microinsertos Essure están hechos de fibras de poliéster, una aleación de titanio y níquel y acero inoxidable y mide 4 cm de longitud y 0,8 mm de grosor. Estos materiales se han utilizado en dispositivos implantados en el corazón y otras zonas del cuerpo humano durante muchos años. Essure es un método de contracepción definitiva y es irreversible. Otro método debe ser utilizado durante los primeros 3 meses después del procedimiento.

## Posibles efectos secundarios
Durante los últimos años se han informado casos de efectos adversos al implante de Essure, incluyendo:
- Perforación, expulsión, migración o mala colocación del implante.[1]
- Dolor pélvico, articular o lumbar, inflamación abdominal, hemorragias, cambios en el ciclo menstrual, cefaleas, alopecia.
- Náuseas, cansancio y cambios del estado de ánimo (depresión).[5]
- Reacción alérgica a los componentes de los implantes (urticaria, picores).

En un estudio de cohortes observacional se estableció que:«Las pacientes sometidas a esterilización histeroscópica tienen un riesgo similar de embarazo no deseado, pero un riesgo más de 10 veces mayor de ser reintervenidas en comparación con las pacientes sometidas a esterilización laparoscópica. Se debe discutir con las pacientes los beneficios y riesgos de ambos procedimientos para una toma de decisiones informada.»

## Polémicas por los efectos secundarios
Los importantes efectos secundarios en algunas mujeres: perforación de las trompas de Falopio y/o útero, infecciones, dolores musculares, articulares, problemas digestivos, cansancio crónico, pérdida de memoria, sobrepeso, depresión, alergia al níquel han cuestionado su aprobación.
En agosto de 2017 la Agencia Española de Medicamentos y Productos Sanitarios (AEMPS) ordenó a la distribuidora en España de Bayer el cese de la comercialización así como la retirada del mercado del implante anticonceptivo Essure. La suspensión se extiende a todos los países de la Unión Europea, puesto que el organismo de certificaciones oficiales irlandés (NSAI), ha requerido información complementaria a Bayer antes de otorgar la renovación de su certificado CE.
Desde el año 2015, en España, existe la Plataforma Asociada Libres de Essure, una asociación formada por más de 2.500 afectadas que luchan por una asistencia sanitaria de calidad, más estudios sobre los efectos secundarios a largo plazo y un protocolo que garantice la explantación del dispositivo. Así se lo hicieron saber a la ministra de Sanidad Dolors Montserrat en una carta presentada el 28 de diciembre de 2017.
El 1 de julio de 2018 esta Plataforma protagonizó una concentración frente al edificio del Ministerio de Sanidad en Madrid, tras la cual recibió la invitación por parte de Rafael Sotoca, para acudir a una reunión y escuchar sus reivindicaciones, a partir de ahí surgieron diferentes encuentros, hasta que finalmente, el 16 de octubre de 2018 la AEMPS, la SEGO, la Plataforma Libres de Essure junto a la ministra de Sanidad de ese momento, María Luisa Carcedo, presentaron la "Guía de Actuación ante una paciente portadora del dispositivo Essure". Dicha guía debe instaurarse en todos los centros sanitarios y hospitalarios de España.
También existe la Asociación de Afectadas por Essure que en España ha luchado desde el inicio por los derechos de las mujeres. Su primer objetivo era lograr la retirada del producto del mercado de la UE. Se consiguió tras varias reuniones con comunidades autónomas, ginecólogos y Ministerio de Sanidad. También la Asociación participó en la Junta de Accionistas de Bayer en Alemania, algo inaudito para un grupo de afectadas. 

En el año 2021, se ganó la primera sentencia en Primera Instancia, contra el distribuidor Bayer, por producto defectuoso: 
el juez condena a la farmacéutica y a las aseguradoras a indemnizar a la mujer con 220.000 euros, por el tiempo que padeció con el anticonceptivo en su cuerpo, las intervenciones quirúrgicas, las cicatrices generadas por las intervenciones, las secuelas funcionales y los daños morales.
En el año 2025 el servicio gallego de salud ha sido condenado por el Tribunal Superior de Xustiza de Galicia por colocar dicho dispositivo a una mujer sin haberla informado por escrito de los riesgos.